# Profumo di mare
Profumo di mare (Better Late Than Never) è un film britannico del 1983 diretto da Bryan Forbes.